# Dominique Etéki Fousse
Dominique Etéki Fousse est une avocate au barreau du Cameroun.
Elle devient célèbre par son engagement dans des affaires criminelles et médiatisées au Cameroun.

## Biographie

### Enfance, débuts et famille
Dominique Nicole Fousse de son nom complet a des origines mixtes Antillaises; martiniquaises et guyanaises [réf. nécessaire]. Un père haut fonctionnaire Georges Fousse et une mère Liliane Bibas pharmacienne .Elle a deux sœurs Anne Fousse Boussat magistrat ,Valérie Fousse inspecteur des impôts.Durant son enfance, elle est souvent chez Léon-Gontran Damas, l'oncle de sa grand mère et doit à cette période - durant laquelle elle côtoie le frère de sa grand-mère - son grand attachement à l'Afrique.
Après son mariage et son installation au Cameroun, elle devient Etéki. Du fait de son métissage, elle doit se battre pour prendre la tête, à Douala, de l'association de défense de l'ADFE (Association Démocratique des Français de l'Etranger), association d'utilité publique française orientée à gauche.  Elle est réputée combattante.
Dominique Fousse a 4 garçons; issus de ses unions .

### Carrière
Domnique Fousse est avocate au barreau du Cameroun et militante des droits des personnes,,,. Elle commence un combat pour la légalisation d'une radio pour les blacks de Paris. Elle est réputée combattante. Elle se plaint de menaces et d'influences sur le déroulement des affaires de justice au Cameroun.
Elle devient célèbre par son engagement dans des affaires criminelles et médiatisées au Cameroun.
En 2019, elle est avocate dans l'affaire du meurtre de Florence Ayafor. En 2021, elle est à la tête du collectif d'avocats qui défend Malicka Bayemi contre Martin Camus Mimb,. Elle est l'avocate de la famille de Lydienne Solange Taba. Procès dans lequel elle et son collectif d'avocat obtiennent une peine de 10 ans de prison contre Franck Derlin Eyono Ebanga, sous-préfet auteur de l'assassinat.
En fin janvier 2024, elle enregistre des plaintes dans le cadre de l'Affaire Hervé Bopda,.